# Liste des bâtiments historiques en Suède
La Suède comporte sur son territoire de nombreux bâtiments historiques : des châteaux, des palais, des églises et monastères.

## Châteaux et forteresses
- Forteresse d'Älvsborg (Göteborg)
- Château de Bjärka-Säby (Linköping)
- Château de Boo (Hjortkvarn)
- Forteresse de Bohus (Kungälv)
- Château de Borgholm (Borgholm)
- Brahehus
- Forteresse de Carlsten (Marstrand)
- Château de Christinehov (Andrarum)
- Dalaborg
- Château de Dagsnäs (Bjurum)
- Eketorp
- Château d'Ekenäs (Ekenäs)
- Eketorp (Öland)
- Château d'Ekolsund
- Manoir d'Eriksberg
- Glimmingehus
- Gråborg
- Château de Gripenberg
- Château de Gripsholm (Mariefred)
- Château de Gunnebo
- Château de Göksholm
- Château de Hörningsholm
- Forteresse de Ismanto
- Château de Johannishus (Johannishus)
- Château de Kalmar (Kalmar)
- Château de Karlberg
- Forteresse de Karlsborg (Karlsborg)
- Kärnan (Helsingborg)
- Château de Krapperup
- Château de Läckö (Kållandsö)
- Leufsta / Lövstabruk (près de Tierp)
- Château de Löfstad (Norrköping)
- Château de Mariedal (Lundsbrunn)
- Mårbacka
- Château de Mälsåker
- Château de Maltesholm
- Château de Nääs (Lerum près de Göteborg)
- Château de Nynäs
- Château d'Öster-Malma
- Château d'Övedskloster
- Château de Pålsjö
- Château de Penningby
- Château de Rosersberg (Rosersberg)
- Runsa
- Château de Rydboholm (Vaxholm)
- Château de Saknecke
- Château de Salsta
- Château de Sandemar
- Château de Sjöö
- Skansen Kronan (Göteborg)
- Château de Skokloster (Slottskogen)
- Château de Skottorp (Skottorp)
- Sofiero (Helsingborg)
- Château de Sövdeborg
- Château de Stenhammar
- Château de Steninge (Märsta)
- Château de Sturefors
- Château de Sturehov
- Château de Sundbyholm
- Château de Svaneholm
- Château de Tjolöholm
- Château de Torup
- Château de Trollenäs
- Château de Tynnelsö
- Château de Tyresö
- Château d'Uppsala
- Château de Vadstena
- Château de Venngarn
- Château de Vittskövle
- Château de Wik

## Palais
Voir aussi : Palais royaux en Suède.
- Palais de Bååt (Stockholm)
- Palais de Bonde (Stockholm)
- Palais de Drottningholm (Lövö)
- Palais de Hallwyl (Stockholm)
- Maison Sager (Stockholm)
- Palais de Solliden, (Borgholm)
- Palais de Stenbock (Stockholm)
- Palais de Stockholm (Stockholm)
- Palais de Strömsholm (Strömsholm)
- Palais du Tessin (Stockholm)
- Palais de Tullgarn
- Palais de Ulriksdal (Solna près de Stockholm)
- Palais de Wrangel (Stockholm)

## Églises et monastères
- Abbaye d'Alvastra (en ruine)
- Cathédrale de Göteborg (Göteborg)
- Église d'Husaby (Husaby)
- Église de Jokkmokks (Jokkmokk)
- Église Catherine (Stockholm)
- Cathédrale de Kalmar (Kalmar)
- Kiruna kyrka (Kiruna)
- Cathédrale de Linköping (Linköping)
- Cathédrale de Lund (Lund)
- Cathédrale de Mariestad (Mariestad)
- Masthuggskyrkan (Göteborg)
- Storkyrkan, Cathedral de Stockholm, ou Église de Saint-Nicolas (Stockholm)
- Monastère de Nydala
- Monastère de Roma
- Cathédrale de Skara (Skara)
- Trefaldighetskyrkan (Karlskrona)
- Église allemande ou Tyska kyrkan (Stockholm)
- Cathédrale d'Uppsala (Uppsala)
- Monastère de Varnhem (Varnhem)
- Abbaye de Vadstena (Vadstena)
- Église de Vittskövle (Municipalité de Kristianstad)

## Autres bâtiments historiques
- Gathenhiemska huset (Göteborg)
- Gare d’Örnsköldsvik
- Halltorps (Öland)
- Kronhuset (Göteborg)
- Musée municipal de Göteborg (Göteborg)
- Maison de la noblesse (Stockholm)
- Hôtel de ville de Stockholm (Stockholm)